# Wilhelm Boijsen

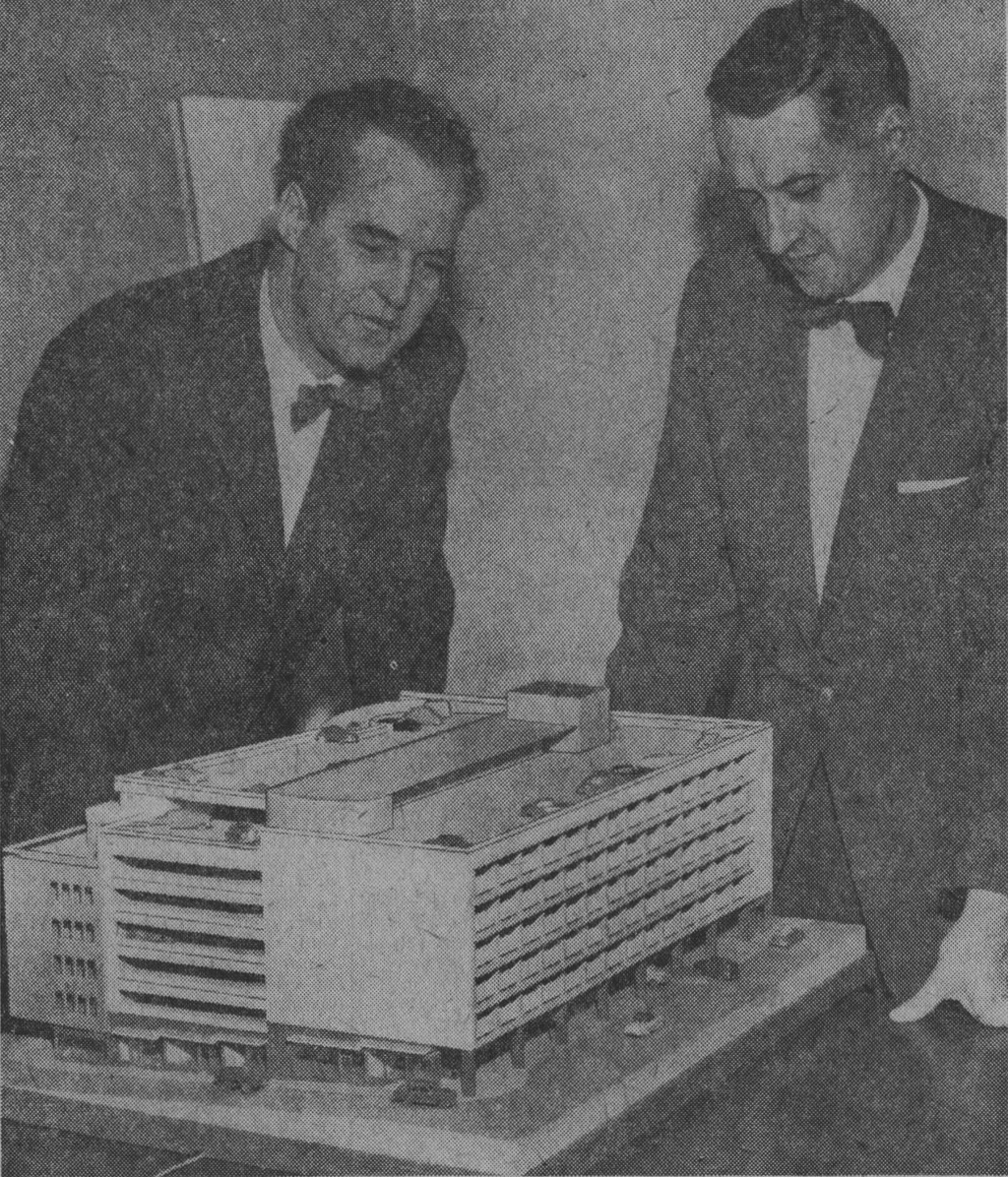
Wilhelm Boijsen (t.v.) och överingenjör Rolf Lerfors (t.h.) med modell av Stockholms första parkeringshus i hörnet Slöjdgatan / Mäster Samuelsgatan.

Wilhelm Boijsen, född 24 mars 1921 i Lund, död 29 juni 2000, var en svensk arkitekt.
Boijsen, som var son till lantbrukare Fritz Boijsen och Signe Andersson, avlade studentexamen 1940, reservofficersexamen i ingenjörstrupperna 1942 och arkitektexamen vid Kungliga Tekniska högskolan 1947. Han anställdes hos professor Paul Hedqvist 1947, på Stockholms stads stadsbyggnadskontor 1951 och var tillsammans med Dag Efvergren innehavare av Boijsen & Efvergren Arkitektkontor AB från 1953. Han var rådgivare på stadsplaneringskontoret i Riyadh, Saudiarabien, 1977–1980.